# Cara bambina/Rosina
Cara bambina/Rosina è il primo singolo discografico di Adamo pubblicato in Belgio nel 1961.

## Tracce
1. Cara bambina (Salvatore Adamo, Aimable Donfut, Nico Gomez)
2. Rosina (Salvatore Adamo, Aimable Donfut, Nico Gomez)